# Lachnaia variolosa
Lachnaia variolosa és una espècie de coleòpter polífag de la família dels crisomèlids, no gaire comú a Catalunya, que es pot trobar en boscos mediterranis costers (sud de la península Ibèrica, Algèria i el Marroc).

## Descripció
És molt cridaner pels seus èlitres d'un roig metal·litzat amb una gran quantitat de punts negres. El seu cos és hemisfèric amb el cap negre amb les antenes curtes i filiformes, compostes per 11 artells. Té eltòrax negre, igual que les potes.

## Reproducció i alimentació
Estre les seues capacitats expansives, cal recordar la velocitat dels seus cicles, que permeten donar en certes situacions fins a quatre generacions per any, o una taxa reproductiva elevada, acompanyada d'una certa longevitat dels adults.
Sovint, l'acció de les larves i dels adults es produeix alhora, per això la planta hoste pot ser atacada tant pel sistema radicular com per la part aèria, afavorit pel fet que els adults solen viure un any inclús dos. La femella diposita els ous en la planta hoste (el marfull sol ser una planta hoste molt comuna) o pels seus voltants, rarament al sòl. El nombre d'ous de la posta oscil·la entre algunes dotzenes i alguns milers. Les seues possibilitats d'expansió són notables per la seua gran capacitat d'adaptació a nous espais de clima similar al dels seus entorns originaris.
Els humans ha servit de transportador a diversos continents d'espècies d'aquesta família, a vegades de manera inconscient, i d'altres ocasions, en emprar-lo com a eina de control de les herbes adventícies en terrenys buits, per exemple a Austràlia, ja que s'alimenten d'aquestes.

## Galeria

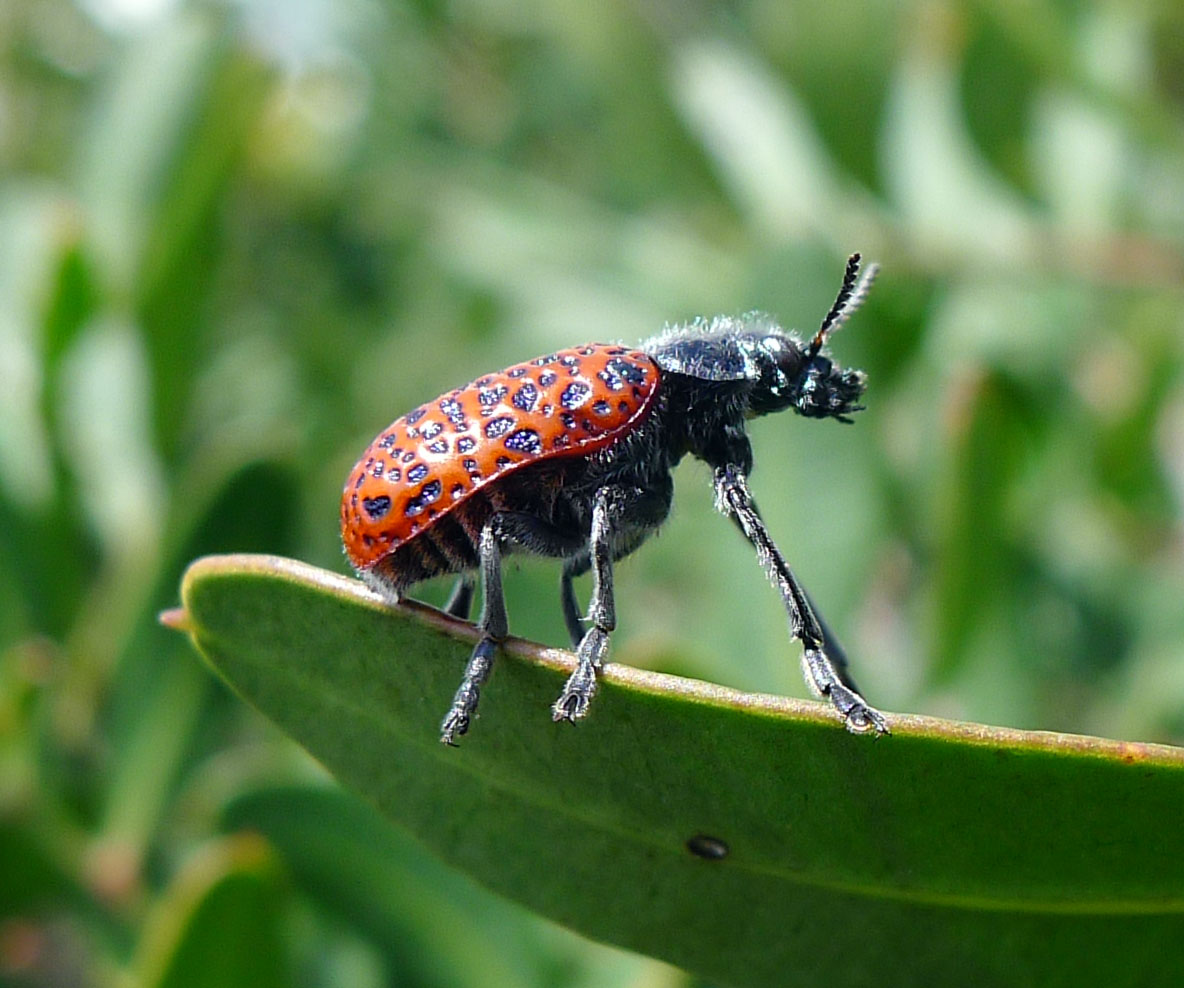
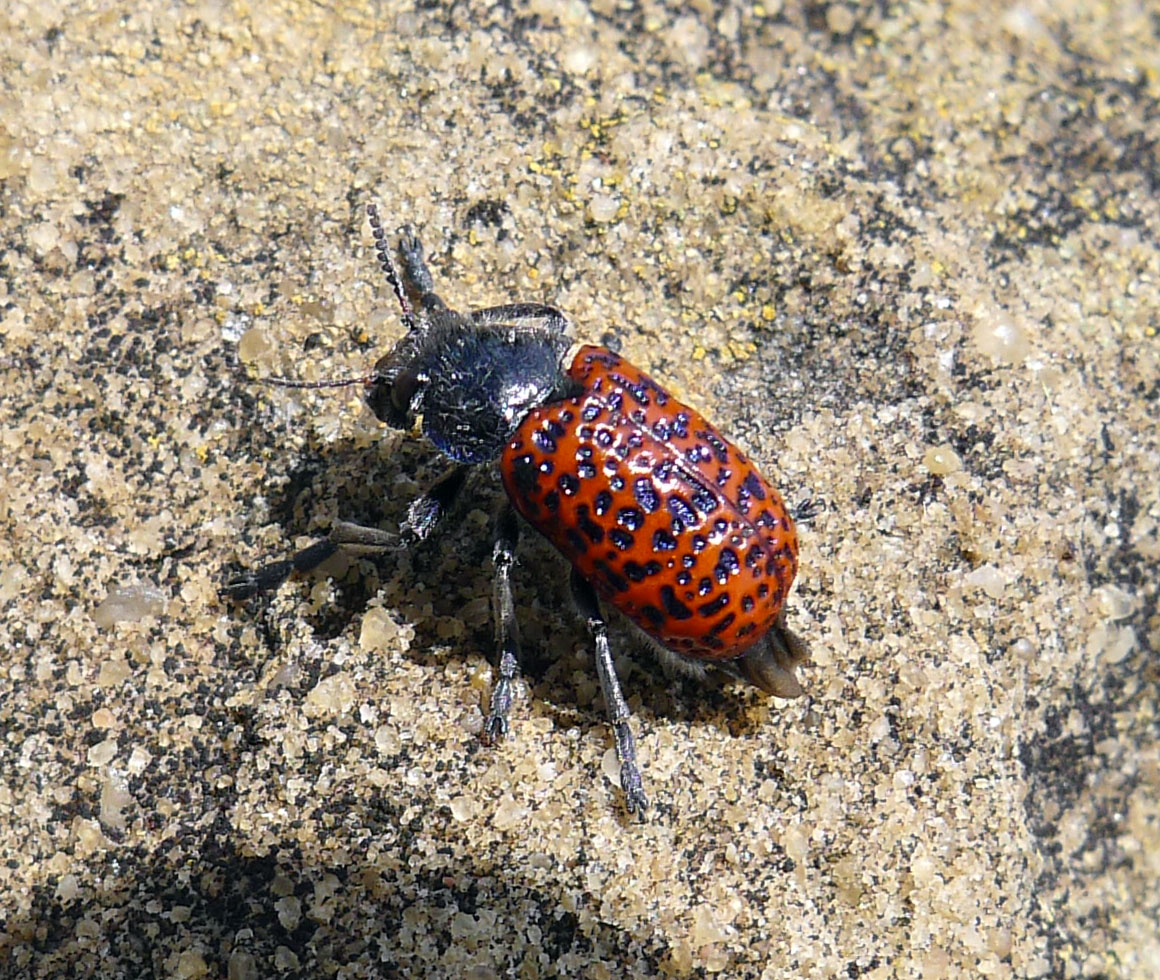
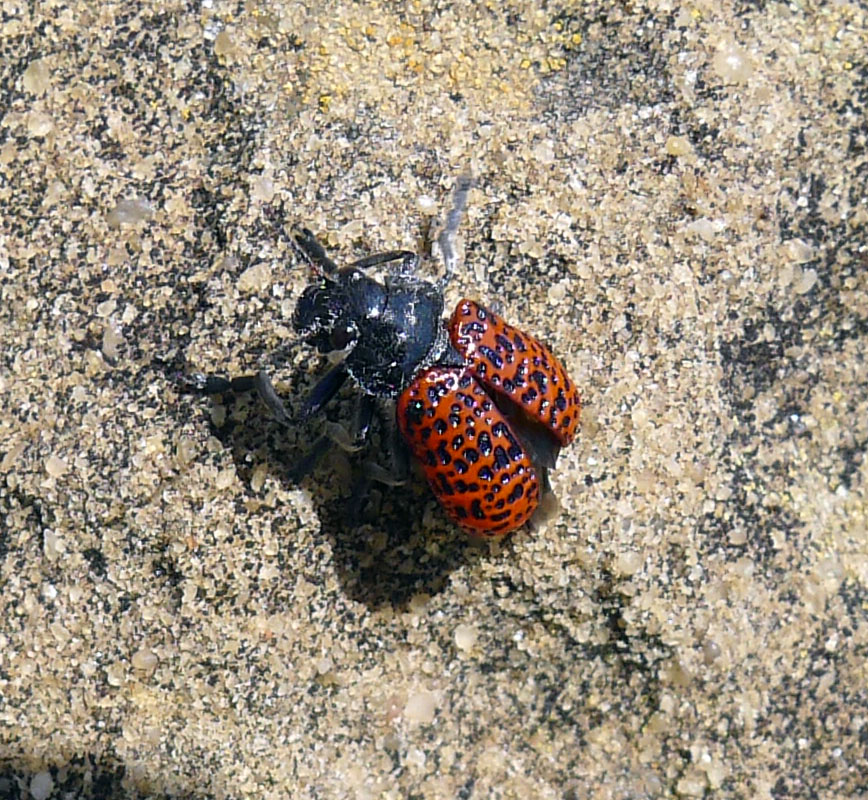